# Canton de Francescas
Le canton de Francescas est une ancienne division administrative française située dans le département de Lot-et-Garonne, en région Aquitaine.

## Géographie
Ce canton était organisé autour de Francescas dans l'arrondissement de Nérac. Son altitude variait de 52 m (Lasserre) à 201 m (Lamontjoie) pour une altitude moyenne de 115 m.

## Communes
Le canton de Francescas comprenait sept communes.
| Nom                         | Code Insee | Intercommunalité     | Superficie (km2) | Population (dernière pop. légale) | Densité (hab./km2) |
| --------------------------- | ---------- | -------------------- | ---------------- | --------------------------------- | ------------------ |
| Francescas (chef-lieu)      | 47102      | CC Albret Communauté | 21,23            | 741 (2014)                        | 35                 |
| Fieux                       | 47098      | CC Albret Communauté | 14,85            | 352 (2014)                        | 24                 |
| Lamontjoie                  | 47133      | CC Albret Communauté | 17,75            | 510 (2014)                        | 29                 |
| Lasserre                    | 47139      | CC Albret Communauté | 6,49             | 74 (2014)                         | 11                 |
| Moncrabeau                  | 47174      | CC Albret Communauté | 49,94            | 742 (2014)                        | 15                 |
| Nomdieu                     | 47197      | CC Albret Communauté | 12,59            | 235 (2014)                        | 19                 |
| Saint-Vincent-de-Lamontjoie | 47282      | CC Albret Communauté | 15,29            | 257 (2014)                        | 17                 |

## Démographie
| 1962  | 1968  | 1975  | 1982  | 1990  | 1999  | 2006  | 2011  | 2012  |
| ----- | ----- | ----- | ----- | ----- | ----- | ----- | ----- | ----- |
| 3 375 | 3 071 | 2 692 | 2 571 | 2 559 | 2 702 | 2 897 | 2 884 | 2 888 |

## Représentation

### Conseillers généraux de 1833 à 2015
| Période | Période      | Identité                              | Étiquette             | Qualité |
| ------- | ------------ | ------------------------------------- | --------------------- | --- |
| 1833    | 1848         | Pierre Emmanuel Anne Lébé (1787-1852) |                       | Procureur général près la Cour royale d'Agen |
| 1848    | 1864         | Henri Larroche                        |                       | Maire de Lamontjoie (1833-1870), ancien conseiller d'arrondissement                                                                                |
| 1864    | 1871         | Aristide Le Col de Gondrecourt        |                       | Colonel des chasseurs à cheval de la Garde impériale, romancier                                                                                    |
| 1871    | 1874         | Ferdinand Monthus                     |                       | Propriétaire, médecin, juge de paix |
| 1874    | 1877 (décès) | Aristide Le Col de Gondrecourt        |                       | Colonel des chasseurs à cheval de la Garde impériale, romancier                                                                                    |
| 1877    | 1880         | Élie Bouet                            | Droite                | Propriétaire à Saint-Vincent-de-Lamontjoie |
| 1880    | 1886         | Adolphe Joseph de Mondenard           | Républicain           | Propriétaire du château d'Autièges à Fieux Receveur des institutions nationales de Jeunes aveugles et des sourds-muets de Paris Député (1885-1889) |
| 1886    | 1892         | Élie Bouet                            | Droite                | Propriétaire à Saint-Vincent-de-Lamontjoie |
| 1892    | 1898         | Jean Duffau                           | Rad.ind.              | Notaire Maire de Moncrabeau |
| 1898    | 1904         | Paul Amblard                          | Conservateur          | Propriétaire à Nicole Trésorier du comice agricole d'Agen et du groupe départemental des Agriculteurs de France, conseiller d'arrondissement       |
| 1904    | 1939 (décès) | Jean Duffau                           | Rad.ind.              | Notaire Maire de Moncrabeau Député (1910-1914) |
| 1939    | 1940         | siège vacant                          |                       | |
|         |              |                                       |                       | |
| 1945    | 1958         | Alexis Pain (1881-1962)               | SFIO                  | Ancien receveur de l'enregistrement Maire d'Agen (1947-1962)                                                                                       |
| 1958    | 1970         | René Bousquet (1896-1981)             | Rad.                  | Cultivateur Maire de Francescas (1947-1968) |
| 1970    | 2001         | Raymond Soucaret                      | Rad. puis MRG puis PR | Entrepreneur de travaux agricoles Sénateur (1981-2001) Maire de Francescas (1968-2014)                                                             |
| 2001    | 2015         | Christian Lussagnet                   | DL puis UMP           | Délégué médical Maire de Moncrabeau (1983-2011) |

### Conseillers d'arrondissement (de 1833 à 1940)
| Période                                  | Période      | Identité                                        | Étiquette   | Qualité |
| ---------------------------------------- | ------------ | ----------------------------------------------- | ----------- | --- |
| 1833                                     | 1839         | Henri Larroche (1792-1873)                      |             | Maire de Lamontjoie (1824-1832 et 1833-1870)                                                                     |
| 1839                                     | 1845         | Jacques Nicolas Labat (1794-1868)               |             | Premier Avocat Général à la Cour royale d'Agen, propriétaire du château de Cambes à Pont-du-Casse                |
| 1845                                     | 1848         | Jean Charles Joseph Ninon                       |             | Propriétaire foncier, maire de Moncrabeau (1835-1839 et 1843-1849)                                               |
|                                          |              |                                                 |             | |
| 1871                                     | 1888 (décès) | Jean Ducasse                                    | Républicain | Maire de Barbaste                                                                                                |
| 1889                                     | 1898         | Paul Amblard                                    | Droite      | Trésorier du comice agricole d'Agen et du groupe départemental des Agriculteurs de France, propriétaire à Nicole |
|                                          |              |                                                 |             | |
| 1901                                     | 1907         | Jacques-Marie-Flavien Ducos de Saint-Barthélemy | Droite      | Avocat, propriétaire à Lamontjoie                                                                                |
| 1907                                     |              | Joseph-Louis-Fernand Berretté                   | Radical     | Économe de l'hôpital-hospice d'Agen Maire de Fieux, Président du Conseil d'arrondissement                        |
|                                          |              |                                                 |             | |
| 1925                                     | 1931         | M. Dupouy                                       | Démocrate   | |
| 1931                                     | 1940         | M. Denux                                        | Radical     | |
| 1940                                     |              |                                                 |             | Les conseils d'arrondissement ont été suspendus par la loi du 12 octobre 1940 et n'ont jamais été réactivés      |
| Les données manquantes sont à compléter. |              |                                                 |             | |